# Wilhelm Heß (General)
Wilhelm Heß (* 22. Oktober 1907 in Bamberg; † 18. Januar 1997 in München) war ein deutscher Offizier, zuletzt Generalmajor der Bundeswehr.

## Leben
Beförderungen
- 1933 Oberleutnant
- 1936 Hauptmann
- 1940 Hauptmann i. G.
- 1940 Major i. G.
- 1943 Oberstleutnant i. G.
- 1944 Oberst i. G.
- 1958 Brigadegeneral
- 1962 Generalmajor

Heß begann 1926 die Ausbildung zum Polizeioffizier bei der Landespolizei Bayern in München; er besuchte die bayerische Polizeioffizierschule in München. Von 1928 bis 1932 war der Polizeileutnant Zug- und Stellvertretender Hundertschaftsführer. Von 1932 bis 1934 war er Ausbildungslehroffizier an der Landespolizei-Vorschule Bamberg. Danach war er Zugführer, Führer einer Ausbildungshundertschaft und Adjutant.
1935 trat er in die Wehrmacht ein. Dort wurde er Bataillonsadjutant im Gebirgsjägerregiment 100 der 1. Gebirgs-Division in Traunstein und Brannenburg. Von 1937 bis 1939 absolvierte er den Generalstabslehrgang an der Kriegsakademie Berlin. 1939 wurde er zum Generalstab kommandiert. 1939/40 war er Zweiter Generalstabsoffizier (Ib) der 2. Gebirgsdivision. 1940 erfolgte die Versetzung in den Generalstab. Von 1940 bis 1942 war er Quartiermeister im Gebirgsarmeekorps Norwegen. Von 1942 bis 1944 war er Oberquartiermeister im Armeeoberkommando Lappland (später Gebirgsarmeeoberkommando 20). 1944 wurde er in die Führerreserve versetzt. 1944 war er Erster Generalstabsoffizier (Ia) der 543. und der 291. Infanteriedivision. Danach erfolgte die erneute Versetzung in die Führerreserve. 1944/45 war er Oberquartiermeister im Gebirgsarmeeoberkommando Norwegen bzw. 20 und Oberquartiermeister Skandinavien. Von 1945 bis 1948 war er in britischer Kriegsgefangenschaft.
1949 wurde er in die bayerische Landespolizei übernommen. Von 1950 bis 1952 war er Referent des dortigen Präsidenten. 1952/53 war er Polizeirat und stellvertretender Abteilungsführer in Eichstätt. 1953 wurde er Ausbildungsreferent bei der Bayerischen Bereitschaftspolizei in München.
1956 wechselte er in die Bundeswehr, wo er Referats- und Unterabteilungsleiter Logistik im Führungsstab des Heeres wurde. Von 1958 bis 1962 war er Kommandeur der Heeresoffizierschule III in München. Von 1962 bis 1968 war er Befehlshaber im Wehrbereich VI in München. 1968 trat er außer Dienst.
Heß war verheiratet.

## Auszeichnungen
- Eisernes Kreuz II. und I. Klasse
- 1943: Deutsches Kreuz in Silber
- 1968: Großes Bundesverdienstkreuz
- 1969: Bayerischer Verdienstorden

## Schriften (Auswahl)
- Eismeerfront 1941. Aufmarsch und Kämpfe des Gebirgskorps Norwegen in den Tundren vor Murmansk (= Die Wehrmacht im Kampf. Bd. 9). Vowinckel, Heidelberg 1956.